# Mujer con una niña en la despensa
Mujer con una niña en la despensa (c. 1658) es un óleo sobre lienzo del pintor holandés Pieter de Hooch, ejemplo de pintura de la Edad de Oro holandesa y parte de la colección del Rijksmuseum.

## Descripción
Esta pintura fue la primera pintura de Hooch documentada por Hofstede de Groot en 1910, que escribió; "1. UNA MUJER JOVEN EN LA PUERTA DE LA DESPENSA CON UNA NIÑA. Sm. 25 ; de G. 3. En una habitación con piso de baldosas amarillas, a la izquierda, una mujer joven, llevando una chaqueta roja y una falda azul. Acaba de salir de la despensa, y sonriendo entrega una jarra a una niña. Ambas figuras se ven de perfil. Los rastros de un cuadro pintado por el propio artista son apenas visibles en la pared sobre la cabeza de la mujer. La pequeña ventana de la despensa y un barril se ven a través de la puerta abierta a la izquierda. A través de una puerta abierta a la derecha hay una sala de estar; en esta habitación una silla acolchada, con un retrato en la pared encima, se encuentra junto a la ventana abierta. "Un trabajo excelente del maestro" (Sm.). 
Firmado " P.D.H." ; Tela, 27 pulgadas por 23 pulgadas.

## Procedencia
Una buena copia temprana está en posesión del Rt. Hon. Señor A. Hayter, Londres. Ventas:
- P. van der Lip, en Ámsterdam, 14 de junio de 1712 (Hoet, i. 147), Núm. 26 (66 florines); el pendant [pareja] vendido en esta venta está ahora en la colección de Albert von Oppenheim en Colonia (6).
- Is. Walraven, en Ámsterdam, 14 de octubre de 1765 (Terw. p. 504), Núm. 15 (450 florines, J. J. de Bruyn).
- J. J. de Bruyn, en Ámsterdam, 12 de septiembre de 1798, Núm. 25 (2600 florines, de Vos).
- P. de Smeth van Alphen, en Ámsterdam, 1 de agosto de 1810, Núm. 43 (3025 florines, Smit).
- La viuda A. M. Hogguer, de soltera Ebeling, en Ámsterdam, 18 de agosto de 1817 (4010 florines).

Ahora en el Rijksmuseum en Ámsterdam, Núm. 1248 en el catálogo de 1903 (anteriormente numerado 682)."